# Кайеннская пигалица
Кайе́ннская пи́галица (лат. Vanellus chilensis) — вид птиц из семейства ржанковых, распространённых в Южной Америке. Обитает на территории от юга Мексики до Огненной Земли. Населяет открытые поля и городские районы. Наиболее распространены вблизи рек и озер. Является национальной птицей Уругвая.

## Описание
Размеры взрослой особи достигают от 32 до 38 см длиной. Самки несколько меньше самцов. Цвет оперения чёрный на груди, белый на животе. Верх серый, крылья коричневые с небольшими фиолетовыми вкраплениями. Голова серая с белыми участками у глаз и клюва. Клюв короткий и красный, с чёрным кончиком. Глаза круглые, темно-красного цвета. На ногах спереди три длинных тонких красных пальца, задний палец очень короткий. На крыльях видны костные красные шпоры, которые используются как орудие боя. Потревоженные так лихо и шумно атакуют «врага», что иногда могут заменить собаку. Поэтому их иногда держат как декоративных птиц, чему способствует также привлекательная внешность и способность к уничтожению нежелательных насекомых. Молодые особи отличаются меньшим разнообразием тонов и цветов в окраске оперения.

## Питание
Питаются насекомыми и мелкими беспозвоночными; в состав рациона входят также ракообразные, моллюски и мелкие рыбы. Во время охоты делают пробег из нескольких шагов, останавливаются, слушают и быстро склёвывают добычу. Иногда гребут землю ногами, чтобы понять, есть ли в ней что-то съедобное.

## Гнездование
Гнездится на открытых пространствах. Как правило, кайенские пигалицы группируются в стаи, тщательно оберегают своих птенцов. Они гнездятся на земле под открытым небом, в городских условиях иногда прямо на газонах, поэтому очень чувствительны к любому шуму или движению. Во время откладывания яиц и вылупления птенцов птицы очень бдительны и агрессивны. Встревоженные птицы издают характерный резкий крик. Родители активно и шумно атакуют приблизившегося.
Яйца откладывают в конце зимы. Несколько выводков в течение года. Гнездо пигалицы — это углубление в земле с небольшим количеством прутиков и травы. Яйца зеленовато-серого цвета; насиживают в течение 26 дней. Птенцы находятся под родительской опекой около месяца, пока не научатся летать.